# رانيا سلوان
رانيا سلوان (16 أكتوبر 1979)-مقدمة برامج وممثلة لبنانية.

## مشوارها المهني
درست التمثيل والإخراج، بدأت مشوارها في تقديم البرامج على شاشة تلفزيون المستقبل عام 2006 وعملت لمدة ست سنوات قدمت بعدها استقالتها عام 2012 شاركت في العديد من المسلسلات التلفزيونية لكن شهرتها جاءت بعد مشاركتها في مسلسل عروس بيروت بشخصية «داليا» أصدرت أولى كتبها بعنوان عمر عام 2012

## أعمالها

### في التلفزيون
| سنة الإنتاج | اسم المسلسل   | الشخصية |
| ----------- | ------------- | ------- |
| 2025        | القدر         | رانيا   |
| 2022        | التحدي السر   | دارين   |
| 2022        | عروس بيروت 3  | داليا   |
| 2020        | عروس بيروت 2  | داليا   |
| 2020        | سر            | دارين   |
| 2019        | عروس بيروت    | داليا   |
| 2018        | كارما         |         |
| 2014        | عشق النساء    |         |
| 2013        | شوارع الذل    |         |
| 2013        | جذور          | مروى    |
| 2011        | ذكرى          |         |
| 2010        | ذاكرة الجسد   |         |
| 2007        | حماتي وعقلاتي |         |
| 2003        | صور ضائعة     |         |

### تقديم البرامج
| سنة الإنتاج | البرنامج      | عرض على          |
| ----------- | ------------- | ---------------- |
| 2006        | عائلتي        | تلفزيون المستقبل |
| 2007        | طال السهر     | تلفزيون المستقبل |
| 2006-2012   | عالم الصباح   | تلفزيون المستقبل |
| 2012        | طال السهر عنا | تلفزيون المستقبل |
| 2013        | هيدا الواقع   | أو تي في         |
| 2014        | فيس تي في     | أو تي في         |

### في الكتابة
| سنة الإنتاج | الكتاب      | دار النشر                  |
| ----------- | ----------- | -------------------------- |
| 2012        | عُمر         | الدار العربية للنشر ناشرون |
| 2016        | رجل من ضلعي | الدار العربية للنشر ناشرون |